# Lucy Liu
Lucy Liu   (Jackson Heights, 2 de desembre de 1968) és una actriu nord-americana. Ha rebut diversos reconeixements, com ara un Critics' Choice Television Award, dos Screen Actors Guild Awards i un Seoul International Drama Award, a més d'una nominació al Primetime Emmy Award.
Liu ha interpretat a Ling Woo a la sèrie de televisió Ally McBeal (1998–2002), Alex Munday a dues pel·lícules de Charlie's Angels (2000 i 2003) i Joan Watson a la sèrie dramàtica de crim Elementary (2012–2019). El seu treball cinematogràfic inclou protagonitzar Payback (1999), Shanghai Noon (2000), Chicago (2002), Kill Bill: Volume 1 (2003), Lucky Number Slevin (2006), Watching the Detectives (2007), The Man with the Iron Fists (2012) i Set It Up (2018).Primer la pandèmia de Covid, després la violència des del cop d'estat militar de fa dos anys, els han allunyat.Va actuar com a Mestra Viper a la franquícia Kung Fu Panda (2008-2016) i Silvermist a la sèrie Tinker Bell (2008-2014). Els seus altres crèdits de veu inclouen Maya &amp; Miguel (2004–2007), Mulan II (2004), així com les versions en anglès i mandarí de Magic Wonderland (2014) i The Tale of the Princess Kaguya (2013). També va fer la veu de Callisto Mal a la pel·lícula d'animació de Disney Strange World (2022). Més recentment, va interpretar Kalypso a Shazam! Fury of the Gods, i va dirigir l'espectacle de Disney American Born Chinese.

## Biografia

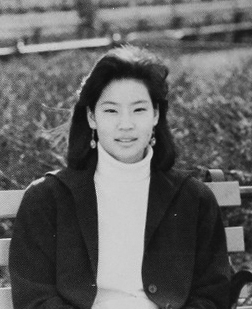
Liu com a batxillerat el 1986

Lucy Liu va néixer al barri de Jackson Heights del barri de Queens a Nova York. A l'escola secundària, va adoptar un segon nom, Alexis. És la més petita de tres fills nascuts de Cecilia, que treballava com a bioquímica, i Tom Liu, un enginyer civil que venia bolígrafs de rellotge digital. Els pares de Liu provenien originàriament de Pequín i Xangai i van emigrar a Taiwan com a adults abans de reunir-se a Nova York. Té un germà gran, John, i una germana gran, Jenny. Els seus pares tenien moltes feines mentre la Lucy i els seus germans eren grans.
Liu ha afirmat que va créixer en un barri divers. Va aprendre a parlar mandarí a casa i va començar a estudiar anglès quan tenia cinc anys. Va estudiar l'art marcial kali-eskrima-silat com a afició quan era jove. Liu va assistir a la Joseph Pulitzer Middle School (IS145) i es va graduar a la Stuyvesant High School. Més tard es va matricular a la Universitat de Nova York i es va traslladar a la Universitat de Michigan a Ann Arbor, Michigan, on va ser membre de la fraternitat Chi Omega i va estudiar llengües i cultures asiàtiques.

## Carrera
Als 19 anys, mentre viatjava al metro, Liu va ser descobert per un agent. Com a resultat, va aparèixer en un anunci. Com a membre del grup de teatre dirigit per estudiants de Basement Arts, va fer una audició el 1989 per a la producció d’Alice in Wonderland de la Universitat de Michigan durant el seu darrer any d'universitat. Encara que originalment havia provat només un paper secundari, Liu va ser el protagonista. Mentre estava a la fila per a una audició per al musical Miss Saigon el 1990, va dir a The New York Times: «No hi ha molts papers asiàtics, i és molt difícil posar el peu a la porta». El maig de 1992, Liu va fer el seu debut a Nova York a Fairy Bones, dirigida per Tina Chen.
Liu va tenir petits papers en pel·lícules i televisió, cosa que va marcar el seu debut. El 1992, va fer el seu debut a la gran pantalla a la pel·lícula de Hong Kong Rhythm of Destiny, protagonitzada per Danny Lee i Aaron Kwok. El 1993, va aparèixer en un episodi de LA Law com a vídua xinesa donant la seva declaració en mandarí. Liu va protagonitzar la sitcom Pearl, que va durar una temporada. Poc després del final de la carrera de Pearl el 1997, Liu va ser seleccionada per a un paper a Ally McBeal. Liu va fer una audició original per al paper de Nelle Porter (interpretada per Portia de Rossi), i el personatge Ling Woo va ser creat més tard específicament per a ella. La part de Liu a la sèrie va ser originalment temporal, però els alts índexs d'audiència van assegurar a Liu com a membre permanent del repartiment. A més, va obtenir una nominació al Primetime Emmy Award com a millor actriu secundària en una sèrie de comèdia i una nominació al Screen Actors Guild Award per la millor interpretació d'una actriu femenina en una sèrie de comèdia.

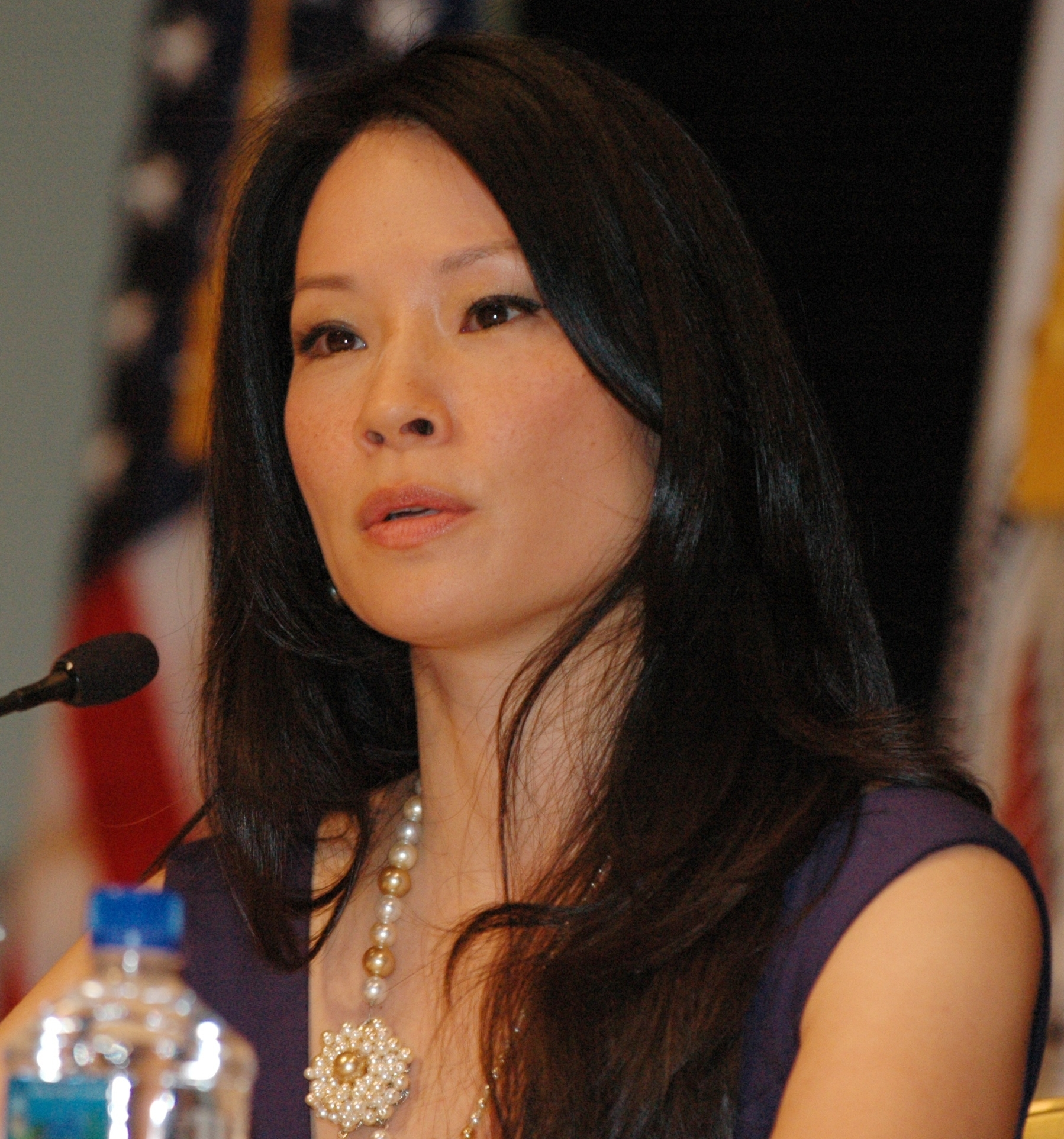
Liu parlant al Simposi sobre Tràfic d'Humans de l'USAID el setembre de 2009

L'any 2000, Liu va protagonitzar Charlie's Angels juntament amb Drew Barrymore i Cameron Diaz. L'any 2001, Liu va ser la portaveu de la recaptació de fons del Lee National Denim Day, que recapta diners per a la investigació i l'educació del càncer de mama. L'any 2004, Liu va ser nomenat ambaixador del Fons dels EUA per a UNICEF. Va viatjar a Pakistan i Lesotho, entre altres països. El 2002, Liu va interpretar Rita Foster a Brainstorm de Vincenzo Natali. Va aparèixer com O-Ren Ishii a la pel·lícula de Quentin Tarantino del 2003, Kill Bill. Mentre negociaven Kill Bill amb Tarantino, els dos es van unir per ajudar a produir el documental esportiu hongarès Freedom's Fury. Va guanyar un premi MTV a la millor pel·lícula vilà per la seva part a Kill Bill. Posteriorment, Liu va aparèixer en diversos episodis de Joey amb Matt LeBlanc, que va interpretar el seu interès amorós a les pel·lícules dels àngels de Charlie. També va tenir papers menors com Kitty Baxter a la pel·lícula Chicago i com a psicòloga al costat de Keira Knightley al thriller Domino. A Lucky Number Slevin, va interpretar el principal interès amorós de Josh Hartnett. 3 Needles va ser llançat l'1 de desembre de 2006, Liu va interpretar a Jin Ping, una dona xinesa seropositiva.
Liu havia presentat prèviament la seva obra d'art amb el seu nom xinès, Yu Ling. Liu, que és una artista en diversos mitjans, ha tingut diverses exposicions a la galeria que mostren el seu collage, pintures i fotografia. Va començar a fer collage de tècniques mixtes quan tenia 16 anys i es va convertir en fotògrafa i pintora. Liu va assistir a la New York Studio School de dibuix, pintura i escultura del 2004 al 2006. El setembre de 2006, Liu va fer una mostra d'art i va donar la seva part dels beneficis a UNICEF. També va tenir un altre espectacle el 2008 a Munic. La seva pintura, Escape, es va incorporar a la Cutting Edge Art Collection de Montblanc i es va mostrar durant l'Art Basel Miami 2008, que va mostrar obres d'artistes americans contemporanis. Liu ha declarat que va donar la seva part dels beneficis de l'exposició de la galeria Milk Gallery de Nova York a UNICEF. A Londres, una part dels ingressos del seu llibre Seventy Two es van destinar a UNICEF.
A principis de 2006, Liu va rebre un Premi a l'excel·lència asiàtica per la visibilitat. També va presentar un documental de MTV, Traffic, per a la campanya MTV EXIT el 2007. El 2008, va produir i narrar el curtmetratge The Road to Traffik, sobre l'autora cambodjana i defensora dels drets humans Somaly Mam. La pel·lícula va ser dirigida per Kerry Girvin i coproduïda pel fotògraf Norman Jean Roy. Això va portar a una associació amb els productors de la pel·lícula documental Redlight.
El 2007 Liu va aparèixer a Code Name: The Cleaner; Rise: Blood Hunter, un thriller sobrenatural protagonitzat conjuntament amb Michael Chiklis en el qual Liu interpreta un periodista no mort (per al qual va ocupar el lloc número 41 a Top 50 Sexiest Vampires); i Watching the Detectives, una comèdia romàntica independent protagonitzada per Cillian Murphy. Va fer el seu debut com a productora i també va protagonitzar un remake de Charlie Chan, que s'havia previst ja l'any 2000. El 2007, Empire va nomenar Liu número 96 de les seves "100 estrelles de cinema més sexy". Els productors de Dirty Sexy Money van crear un paper per a Liu com a habitual de la sèrie. Liu va interpretar Nola Lyons, un poderós advocat que es va enfrontar a Nick George (Peter Krause). Liu va donar la veu a Silvermist a Disney Fairies i Viper a Kung Fu Panda.
El març de 2010, Liu va fer el seu debut a Broadway a l'obra guanyadora del premi Tony God of Carnage com Annette en el segon repartiment de substitució al costat de Jeff Daniels, Janet McTeer i Dylan Baker. Liu és partidari de la igualtat matrimonial per al matrimoni entre persones del mateix sexe i es va convertir en portaveu de la Campanya de Drets Humans el 2011. S'ha unit amb Heinz per combatre l'amenaça global generalitzada per a la salut de l'anèmia per deficiència de ferro i la desnutrició de vitamines i minerals entre els nadons i els nens del món en desenvolupament.

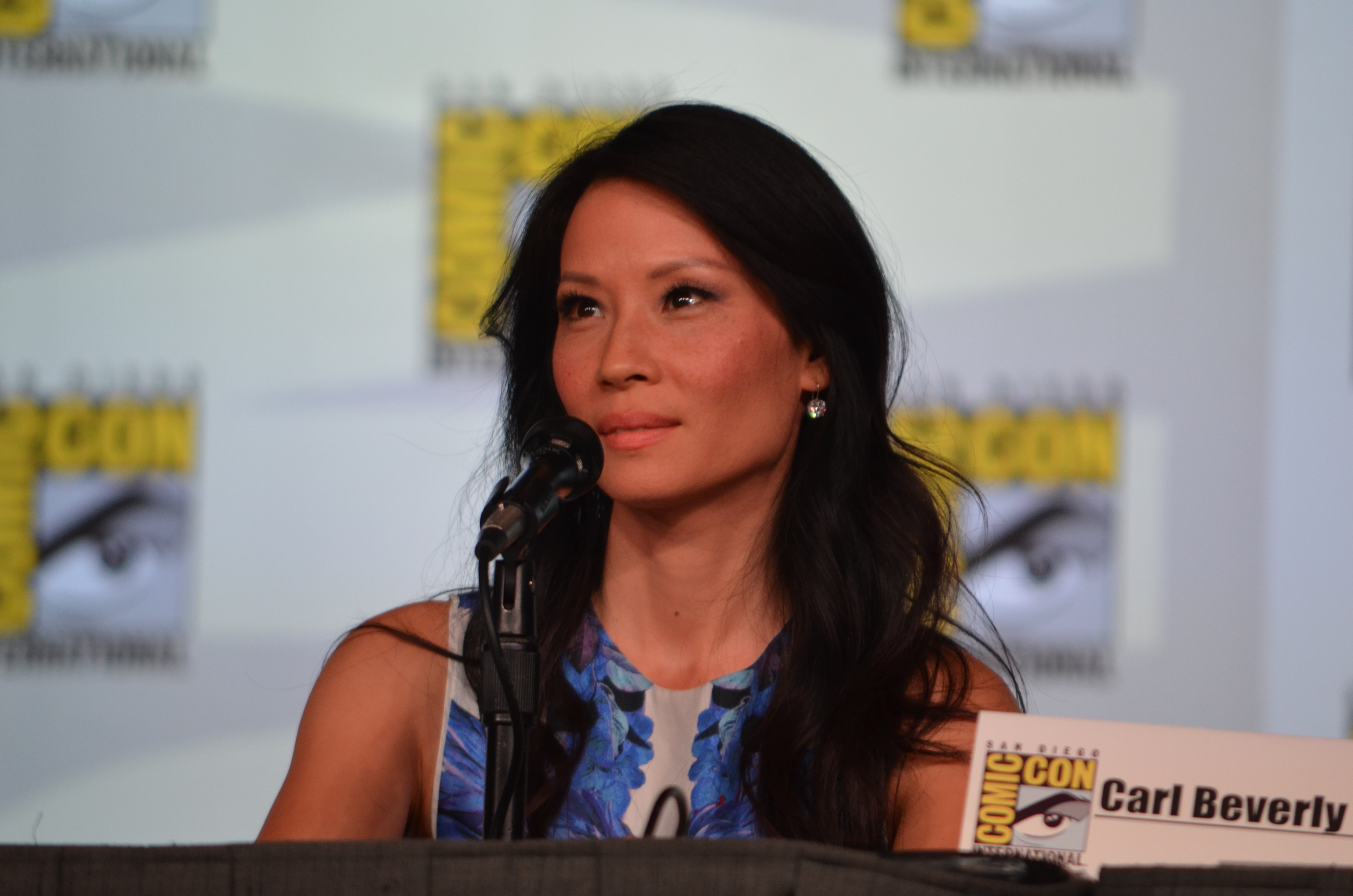
Liu a la San Diego Comic-Con 2012

El març de 2012, va ser seleccionada com a Joan Watson per a Elementary. Elementary és una adaptació nord-americana de Sherlock Holmes, i el paper que se li va oferir a Liu és tradicionalment interpretat per homes. Ha guanyat elogis pel seu paper de Watson, incloses tres nominacions consecutives als People's Choice Awards com a actriu de drama de crim de televisió preferida. També ha interpretat a l'oficial de policia Jessica Tang a Southland, un programa de televisió centrat en la vida d'agents de policia i detectius a Los Angeles, com a actor convidat recurrent durant la quarta temporada. Va rebre el Critics' Choice Television Award a la millor actriu convidada de drama per aquest paper. Els altres crèdits de la direcció de Liu inclouen 6 episodis de Elementary, un episodi de Graceland, l'episodi Dearly Beloved de Law & Order: Special Victims Unit, i l’estrena de la segona temporada de Luke Cage.
L'agost de 2011, Liu es va convertir en narradora del grup musical The Bullitts. El 2013, Liu va ser convidada a fer-se membre de l'Acadèmia de les Arts i les Ciències Cinematogràfiques. Liu va ser nomenada Artista de l'Any 2016 per Harvard. Va ser guardonada amb la medalla de les arts de la Harvard Foundation a la cerimònia anual de lliurament dels premis de la Harvard Foundation, durant el Cultural Rhythms Festival al Sanders Theatre. També forma part del repartiment del thriller postapocalíptic Future World, dirigit per James Franco i Bruce Thierry Cheung. La seva primera exposició al museu nacional es va celebrar al Museu Nacional de Singapur a principis de 2019 i es va titular Pertinences sense casa.
L'abril de 2021, Liu va ser elegida per interpretar la vil·la Kalypso a la pel·lícula de superherois Shazam! Fúria dels déus. El 2022, va ser seleccionada per donar veu a la pel·lícula de Walt Disney Animation Studios Strange World, i a la propera pel·lícula de Jake Kasdan Red One.

## Vida personal
Liu ha estudiat diverses religions, com ara el budisme, el taoisme i el misticisme jueu. Ella ha afirmat: «M'agraden totes les coses espirituals, qualsevol cosa que tingui a veure amb la meditació o els càntics o qualsevol d'aquestes coses. Vaig estudiar filosofia xinesa a l'escola. Hi ha alguna cosa en la metafísica que trobo molt fascinant». Ha estat membre del Comitè dels 100 de l'organització xino-nord-americana des de 2004.
Liu és un progenitor solter. Té un fill, Rockwell, que va néixer el 2015 per gestacional. Ha afirmat que la gestació subrogada era l'opció adequada per a ella perquè «estava treballant i no sabia quan podria parar». Va participar en la campanya del Dia de la Mare #HowWeFamily de Tylenol, que celebrava les famílies no tradicionals.
Liu és vegetariana des de la infància.

### Salut
El 1991, Liu es va operar després d'un ensurt de càncer de mama. «El metge em va comunicar que era càncer i que havia d'operar-me. Vaig entrar en un xoc. Va ser bastant traumatitzant». El bony es va eliminar només dos dies després de l'examen del metge i que va resultar que era benigne.

## Filmografia

### Cinema
| Any  | Títol                                        | Paper                         | Notes          |
| ---- | -------------------------------------------- | ----------------------------- | -------------- |
| 1992 | Rhythm of Destiny                            | Donna                         |                |
| 1993 | Protozoa                                     | Ari                           | Curt           |
| 1995 | Bang                                         | Hooker                        |                |
| 1996 | Guy                                          | Dona al Quiosc                |                |
| 1996 | Jerry Maguire                                | Antiga promesa                |                |
| 1997 | Gridlock'd                                   | Cee-Cee                       |                |
| 1997 | Comptes pendents                             | Cathi Rose                    |                |
| 1998 | Love Kills                                   | Kashi                         |                |
| 1999 | Payback                                      | Pearl                         |                |
| 1999 | Execució imminent                            | Noia de la botiga de joguines |                |
| 1999 | Molly                                        | Brenda                        |                |
| 1999 | Flypaper                                     | Dot                           |                |
| 1999 | The Mating Habits of the Earthbound Human    | L'amiga de la dona (Lydia)    |                |
| 1999 | Play It to the Bone                          | Lia                           |                |
| 2000 | Shanghai Noon                                | Princessa Pei Pei             |                |
| 2000 | Charlie's Angels                             | Alex Munday                   |                |
| 2001 | Hotel                                        | Kawika                        |                |
| 2002 | Ballistic: Ecks vs. Sever                    | Agent Sever                   |                |
| 2002 | Cypher                                       | Rita Foster                   |                |
| 2002 | Chicago                                      | Kitty Baxter                  |                |
| 2003 | Els àngels de Charlie: Al límit              | Alex Munday                   |                |
| 2003 | Kill Bill: Volum 1                           | Kill Bill: Volum 1            |                |
| 2004 | Kill Bill: Volume 2                          | O-Ren Ishii                   |                |
| 2004 | Mulan II                                     | Mei (veu)                     | Video          |
| 2005 | 3 Needles                                    | Jin Ping                      |                |
| 2005 | Domino                                       | Taryn Mills                   |                |
| 2006 | El cas Slevin                                | Lindsey                       |                |
| 2007 | Code Name: The Cleaner                       | Gina                          |                |
| 2007 | Rise: Blood Hunter                           | Sadie Blake                   |                |
| 2007 | Watching the Detectives                      | Violet                        |                |
| 2008 | The Year of Getting to Know Us               | Anne                          |                |
| 2008 | Kung Fu Panda                                | Master Viper (veu)            |                |
| 2008 | Tinker Bell                                  | Silvermist (veu)              | Video          |
| 2009 | Tinker Bell and the Lost Treasure            | Silvermist (veu)              | Video          |
| 2010 | Tinker Bell and the Great Fairy Rescue       | Silvermist (veu)              |                |
| 2010 | Nomads                                       | Susan                         |                |
| 2011 | Detachment                                   | Dr. Doris Parker              |                |
| 2011 | The Trouble with Bliss                       | Andrea                        |                |
| 2011 | Kung Fu Panda 2                              | Master Viper (veu)            |                |
| 2011 | Someday This Pain Will Be Useful to You      | Rowena                        |                |
| 2012 | Secret of the Wings                          | Silvermist (veu)              |                |
| 2012 | The Man with the Iron Fists                  | Madame Blossom                |                |
| 2013 | The Tale of the Princess Kaguya              | Lady Sagami (veu)             |                |
| 2014 | The Pirate Fairy                             | Silvermist (veu)              | Video          |
| 2014 | Magic Wonderland                             | Princessa Ocean (veu)         |                |
| 2014 | The Tale of the Princess Kaguya              | Lady Sagami (veu)             |                |
| 2014 | Tinker Bell and the Legend of the NeverBeast | Silvermist (veu)              | Video          |
| 2016 | Kung Fu Panda: Secrets of the Scroll         | Master Viper (veu)            | Curt           |
| 2016 | Kung Fu Panda 3                              | Master Viper (veu)            |                |
| 2018 | Future World                                 | La reina                      |                |
| 2018 | Set It Up                                    | Kirsten Stevens               |                |
| 2020 | Stage Mother                                 | Sienna                        |                |
| 2022 | Strange World                                | Callisto Mal (veu)            |                |
| 2023 | Shazam! Fury of the Gods                     | Calipso                       |                |
| 2024 | Kung Fu Panda 4                              | Master Viper (veu)            | En producció   |
| TBA  | Red One                                      | Jacqueline Frost              | post producció |
| TBA  | Old Guy                                      | Anata                         | post producció |

### Televisió
| Any       | Títol                                 | Paper                             | Notes                                                   |
| --------- | ------------------------------------- | --------------------------------- | ------------------------------------------------------- |
| 1991      | Beverly Hills, 90210                  | Courtney                          | Episodi: "Pass, Not Pass"                               |
| 1993      | L.A. Law                              | Mei Lin                           | Episodi: "Foreign Co-Respondent"                        |
| 1994      | Hotel Malibu                          | Company de feina                  | Episodi: "Do Not Disturb"                               |
| 1994      | Coach                                 | Nicole Wong                       | Episodi: "It Should Happen to You" & "Out of Control"   |
| 1995      | Home Improvement                      | Dona #3                           | Episodi: "Bachelor of the Year"                         |
| 1995      | Hercules: The Legendary Journeys      | Oi-Lan                            | Episodi: "The març to Freedom"                          |
| 1995      | ER                                    | Mei-Sun Leow                      | Recurring cast (season 2)                               |
| 1996      | Nash Bridges                          | Joy Powell                        | Episodi: "Genesis"                                      |
| 1996      | The X-Files                           | Kim Hsin                          | Episodi: "Hell Money"                                   |
| 1996      | High Incident                         | Oficial Whin                      | Episodis: "Father Knows Best" & "Follow the Leader"     |
| 1996–97   | Pearl                                 | Amy Li                            | Paper principal                                         |
| 1997      | The Real Adventures of Jonny Quest    | Melana (veu)                      | Episodis: "The Bangalore Falcon" & "Night of the Zinja" |
| 1997      | NYPD Blue                             | Amy Chu                           | Episodi: "A Wrenching Experience"                       |
| 1997      | Riot                                  | Tiffany                           | Episodi: "Empty"                                        |
| 1997      | Dellaventura                          | Yuling Chong                      | Episodi: "Pilot"                                        |
| 1997      | Michael Hayes                         | Alice Woo                         | Episodi: "Slaves"                                       |
| 1998–2002 | Ally McBeal                           | Ling Woo                          | Paper principal (season 2–4), recurring cast (season 5) |
| 2000      | MADtv                                 | Ella mateixa/Host                 | Episodi: "Episodi #6.6"                                 |
| 2000      | Live &amp; Kicking                    | Ella mateixa                      | Episodi: "Episodi #8.8"                                 |
| 2000      | Saturday Night Live                   | Ella mateixa                      | Episodi: "Lucy Liu/Jay-Z"                               |
| 2001      | Sex and the City                      | Ella mateixa                      | Episodi: "Coulda, Woulda, Shoulda"                      |
| 2001–02   | Futurama                              | Ella mateixa (veu)                | Episodis: "I Dated a Robot" & "Love and Rocket"         |
| 2002      | Rank                                  | Ella mateixa                      | Episodi: "25 Toughest Stars"                            |
| 2002      | VH-1 Behind the Movie                 | Ella mateixa                      | Episodi: "Chicago"                                      |
| 2002      | King of the Hill                      | Tid Pao (veu)                     | Episodi: "Bad Girls, Bad Girls, Whatcha Gonna Do"       |
| 2003      | Biography                             | Ella mateixa                      | Episodi: "Bernie Mac: TV's Family Man"                  |
| 2003      | Bo' Selecta!                          | Ella mateixa                      | Episodi: "Episodi #2.5"                                 |
| 2004      | Jackie Chan Adventures                | Adult Jade Chan (veu)             | Episodi: "J2: Rise of the Dragons"                      |
| 2004      | Game Over                             | Raquel Smashenburn (veu)          | Main cast                                               |
| 2004–05   | Joey                                  | Lauren Beck                       | Recurring cast (season 1)                               |
| 2004–06   | Maya &amp; Miguel                     | Maggie Lee (veu)                  | Recurring cast (season 1-4)                             |
| 2005      | The Simpsons                          | Madam Wu (veu)                    | Episodi: "Goo Goo Gai Pan"                              |
| 2006      | Getaway                               | Ella mateixa/Celebrity Traveller  | Episodi: "Episodi #15.38"                               |
| 2007      | Ugly Betty                            | Grace Chin                        | Episodis: "Derailed" & "Icing on the Cake"              |
| 2008      | Cashmere Mafia                        | Mia Mason                         | Main cast                                               |
| 2008      | Ben &amp; Izzy                        | Yasmine (veu)                     | Main cast                                               |
| 2008      | Little Spirit: Christmas in New York  | Leo's Mom (veu)                   | Telefilm                                                |
| 2008–09   | Dirty Sexy Money                      | Nola Lyons                        | Repartiment principal(season 2)                         |
| 2009      | Afro Samurai: Resurrection            | Sio (veu)                         | Telefilm                                                |
| 2010      | Marry Me                              | Rae Carter                        | Episodi: "Part 1 & 2"                                   |
| 2010      | Ni Hao, Kai-Lan                       | Bear Queen (veu)                  | Episodi: "Princess Kai-Lan"                             |
| 2010      | Kung Fu Panda Holiday                 | Master Viper (veu)                | Telefilm                                                |
| 2011      | Pixie Hollow Games                    | Silvermist (veu)                  | Telefilm                                                |
| 2011–16   | Kung Fu Panda: Legends of Awesomeness | Master Viper (veu)                | Main cast                                               |
| 2012      | Southland                             | Officer Jessica Tang              | Recurring cast (season 4)                               |
| 2012–19   | Elementary                            | Dr. Joan Watson                   | Main cast                                               |
| 2013      | Pixie Hollow Bake Off                 | Silvermist (veu)                  | Telefilm                                                |
| 2014      | Huading Awards                        | Ella mateixa/amfitriona           | Amfitriona principal                                    |
| 2015–16   | Jeopardy!                             | Ella mateixa/Video Clue Presenter | Episodis: "Episodi #31.163" & "#33.9"                   |
| 2016      | Girls                                 | Detective Mosedale                | Episodi: "Japan"                                        |
| 2017      | Difficult People                      | Veronica Ford                     | Repartiment recurrent (season 3)                        |
| 2017      | Sesame Street                         | Cinderella                        | Episodi: "Cinderella's Slippery Slippers"               |
| 2017      | Michael Jackson's Halloween           | Conformity (veu)                  | Telefilm                                                |
| 2018      | Animals                               | Yumi (veu)                        | Repartiment recurrent (season 3)                        |
| 2019      | Why Women Kill                        | Simone                            | Repartiment principal(temporada 1)                      |
| 2020      | A World of Calm                       | Ella mateixa/Narrador (veu)       | Episodi: "The Coral City"                               |
| 2021      | Star Wars: Visions                    | Cap Bandits (veu)                 | Episodi: "The Duel"                                     |
| 2021      | Scooby-Doo and Guess Who?             | Ella mateixa (veu)                | Episodi: "The Tao of Scoob"                             |
| 2021      | Curb Your Enthusiasm                  | Ella mateixa                      | Episodi: "The Five-Foot Fence"                          |
| 2021      | Death to 2021                         | Snook Austin                      | Especial de televisió                                   |
| TBA       | A Man in Full                         | Joyce Newman                      | Paper principal                                         |

| Curs | Títol               | Ubicació | Notes |
| ---- | ------------------- | --- | --- |
| 1993 | Unraveling          | Com Liu Yu-ling, Cast Iron Gallery, SoHo, Nova York, EUA                                                        | Col·lecció de peces d'art multimèdia, fotografies                                                                   |
| 2006 | Antenna             | Emotion Picture Gallery, Halifax, Nova Escòcia, Canadà                                                          | Incorporació de pintura i dibuix a les fotografies. Set peces de les quals dues noves. Del 5 de març al 30 de juny. |
| 2007 | —                   | Art Basel Miami, Casa Tua a South Beach Miami, EUA com a part de la col·lecció d'art d'avantguarda de Montblanc | Pintura Fuga, una abstracció en blanc i negre                                                                       |
| 2008 | je suis. envois-moi | Com Yu Ling, Six Friedrich Lisa Ungar, Munic, Alemanya                                                          | Sis pintures a l'oli, quatre gravats i deu escultures. Els ingressos van ser donats a UNICEF. Del 8 al 31 de maig   |
| 2010 | —                   | Com Yu Ling. Pintura inclosa a la venda d'Art i Edicions del segle XX de Bloomsbury Auctions a Nova York, EUA   | Pintura |
| 2011 | Seventy Two         | Salon Vert, Londres, Regne Unit                                                                                 | Teles personals: cosits a mà i enganxats amb petits objectes divertits trobats, trossos d'escombraries              |
| 2013 | Totem               | The Popular Institute Gallery, Manchester, Regne Unit                                                           | Sèrie de treballs sobre lli, explora la fragilitat de la forma humana                                               |
| 2019 | Unhomed Belongings  | Museu Nacional de Singapur                                                                                      | Primera exposició del museu, amb obres de Shubigi Rao                                                               |
| 2023 | what was            | The New York Studio School, Nova York, Estats Units                                                             | Col·lecció de peces d'art multimèdia, acrílic sobre tela, llibres i objectes trobats                                |

## Premis i nominacions
| Curs | Premi                                                  | Categoria                                                                      | Obra nominada                   | Resultat  |
| ---- | ------------------------------------------------------ | ------------------------------------------------------------------------------ | ------------------------------- | --------- |
| 1997 | Premi del Sindicat d'Actors de Cinema                  | Actuació destacada d'un conjunt en una sèrie de comèdia                        | Aliat McBeal                    | Nominat   |
| 1998 | Premi del Sindicat d'Actors de Cinema                  | Actuació destacada d'un conjunt en una sèrie de comèdia                        | Aliat McBeal                    | Guanyador |
| 1999 | Premi del Sindicat d'Actors de Cinema                  | Actuació destacada d'un conjunt en una sèrie de comèdia                        | Aliat McBeal                    | Nominat   |
| 1999 | Premi NAACP a la imatge                                | Millor actriu secundària en una sèrie dramàtica                                | Aliat McBeal                    | Nominat   |
| 1999 | Premi Primetime Emmy                                   | Primetime Emmy a la millor actriu secundària en sèrie còmica                   | Aliat McBeal                    | Nominat   |
| 1999 | Premi del Gremi d'Actors de Pantalla                   | Actuació destacada d'una actriu femenina en una sèrie de comèdia               | Aliat McBeal                    | Nominat   |
| 2000 | Premi del Gremi d'Actors de Pantalla                   | Actuació destacada d'un conjunt en una sèrie de comèdia                        | Aliat McBeal                    | Nominat   |
| 2000 | Premi Blockbuster Entertainment                        | Actriu secundària preferida - Acció                                            | Shanghai Noon                   | Guanyador |
| 2001 | Premi Blockbuster Entertainment                        | Equip preferit                                                                 | Els àngels de Charlie           | Guanyador |
| 2001 | MTV Movie Award                                        | Millor duo en pantalla                                                         | Els àngels de Charlie           | Guanyador |
| 2001 | MTV Movie Award                                        | Millor vestida                                                                 | Els àngels de Charlie           | Nominat   |
| 2001 | Premi Saturn                                           | Millor actriu secundària                                                       | Els àngels de Charlie           | Nominat   |
| 2003 | Premis de la Crítica Cinematogràfica                   | Millor repartiment                                                             | Chicago                         | Guanyador |
| 2003 | Premi Phoenix Film Critics Society                     | Millor repartiment                                                             | Chicago                         | Nominat   |
| 2003 | Premi del Gremi d'Actors de Pantalla                   | Interpretació excepcional d'un repartiment en una pel·lícula                   | Chicago                         | Guanyador |
| 2003 | Premi Teen Choice                                      | Selecció Hissy Fit                                                             | Chicago                         | Nominat   |
| 2003 | MTV Movie Award                                        | Millor seqüència de dansa                                                      | Els àngels de Charlie: Al límit | Nominat   |
| 2004 | MTV Movie Award                                        | Millor vilà                                                                    | Kill Bill: Volum 1              | Guanyador |
| 2004 | Premi Saturn                                           | Millor actriu secundària                                                       | Kill Bill: Volum 1              | Nominat   |
| 2011 | Premi NAACP a la imatge                                | Actriu destacada en una pel·lícula de televisió, minisèrie o especial dramàtic | Casa't amb mi                   | Nominat   |
| 2012 | Premi Muse Women in Film &amp; Television de Nova York | Millor actriu                                                                  | Elementary                      | Guanyador |
| 2013 | Premis Prisma                                          | Actuació femenina en una sèrie dramàtica multiepisodi                          | Elementary                      | Nominat   |
| 2013 | Premis Internacionals de Drama de Seül                 | Millor actriu                                                                  | Elementary                      | Guanyador |
| 2013 | Premis Teen Choice                                     | Actriu de televisió preferida: Acció                                           | Elementary                      | Guanyador |
| 2013 | Premis de la Crítica Televisiva                        | Millor intèrpret convidat en una sèrie dramàtica                               | Southland                       | Guanyador |
| 2013 | Premi NAACP a la imatge                                | Millor actriu secundària en una sèrie dramàtica                                | Southland                       | Nominat   |
| 2015 | Premis de l'elecció del públic                         | Actriu de drama de crim de televisió preferida                                 | Elementary                      | Nominat   |
| 2016 | Premis de l'elecció del públic                         | Actriu de drama de crim de televisió preferida                                 | Elementary                      | Nominat   |
| 2017 | Premis de l'elecció del públic                         | Actriu de drama de crim de televisió preferida                                 | Elementary                      | Nominat   |